# 1911 год в музыке

## События
- 26 января — премьера комической оперы Рихарда Штрауса «Кавалер розы» в Дрездене[1]
- 21 февраля — Густав Малер, будучи тяжело больным эндокардитом и с высокой температурой, дирижирует Нью-Йоркским филармоническим оркестром на своём последнем концерте[2]
- 8 апреля — Малер переезжает из Нью-Йорка во Францию для лечения, ложится в парижскую клинику, но умирает спустя месяц[2]
- 19 мая — премьера комической оперы Мориса Равеля «Испанский час» в Опера-Комик[3]
- 24 мая — Эдуард Элгар дирижирует во время премьеры своей Симфонии № 2 в Лондоне[4]
- 13 июня — премьера балета Игоря Стравинского «Петрушка» в Париже, главную роль исполняет Вацлав Нижинский[5]
- 20 ноября — премьера «Песни о земле» Густава Малера в Мюнхене, дирижёр — Бруно Вальтер[6]
- Айно Акте совместно с другими оперными певцами основывает оперный театр Domestic Opera в Хельсинки[7]
- Песня «Elsässisches Fahnenlied» утверждена в качестве официального гимна Эльзас-Лотарингии[8]
- 16-летний Карл Орф публикует свои первые сочинения

## Хиты
- «Any Little Girl, That’s a Nice Little Girl, is the Right Little Girl For Me»
- «Turn Off Your Light, Mr. Moon Man»

## Классическая музыка
- Рейнгольд Глиэр — Симфония № 3 «Илья Муромец»
- Фредерик Делиус — «Летняя ночь на реке»
- Иосиф Ахрон — «Еврейская мелодия», опус 33
- Чарльз Айвз — «Реквием»
- Густав Холст — вторая сюита в фа-мажоре, для военного оркестра
- Энрике Гранадос — фортепианная сюита «Гойески»
- Арнольд Шёнберг — 6 маленьких пьес для фортепиано, опус 19; «Побеги сердца» для сопрано и ансамбля, опус 20
- Карл Нильсен — концерт для скрипки и оркестра
- Николай Мясковский — симфониетта в ля-мажоре; симфония № 2 в до-диез-миноре; соната для виолончели и фортепиано в ре-мажоре
- Александр Скрябин — сонаты для фортепиано № 6 и № 7
- Игорь Стравинский — балет «Петрушка»
- Этель Смит — «Марш женщин»
- Джордж Баттерворт — «Two English Idylls»
- Фрэнк Бридж — «The Sea»

## Опера
- Бела Барток — «Замок герцога Синяя Борода»
- Фредерик Делиус — «Фенимор и Герда»
- Скотт Джоплин — «Тримониша»

## Родились

### Январь
- 11 января — Томми Дункан[англ.] (ум. 1967) — американский певец и автор песен, вокалист группы Bob Wills and His Texas Playboys
- 18 января — Габор Дарваш (ум. 1985) — венгерский композитор и музыковед
- 26 января — Норберт Шульце (ум. 2002) — немецкий композитор
- 30 января — Рой Элдридж (ум. 1989) — американский джазовый трубач

### Февраль
- 2 февраля — Юсси Бьёрлинг (ум. 1960) — шведский оперный певец (лирико-драматический тенор)
- 3 февраля — Жан Арист Ален (ум. 1940) — французский органист и композитор
- 8 февраля — Йоско Йосифов (ум. 2001) — болгарский композитор и дирижёр
- 9 февраля — Эса Пакаринен (ум. 1989) — финский актёр, юморист, певец, гармонист и композитор
- 20 февраля — Роберт Макбрайд[англ.] (ум. 2007) — американский композитор
- 24 февраля — Конрад Лехнер[нем.] (ум. 1989) — немецкий композитор, дирижёр, виолончелист, виолист и блокфлейтист

### Март
- 7 марта — Стефан Киселевский[пол.] (ум. 1991) — польский писатель, публицист, композитор и политик
- 8 марта — Алан Хованесс (ум. 2000) — американский композитор, пианист, органист, дирижёр и музыкальный педагог
- 15 марта — Надежда Казанцева (ум. 2000) — советская и российская певица
- 16 марта — Харпер Гофф[англ.] (ум. 1993) — американский художник, музыкант и актёр
- 18 марта — Смайли Бёрнетт[англ.] (ум. 1967) — американский певец, актёр и автор песен

### Апрель
- 6 апреля — Гильермо Портабалес[англ.] (ум. 1970) — кубинский певец, автор песен и гитарист
- 8 апреля — Итиро Фудзияма[яп.] (ум. 1993) — японский композитор и певец
- 12 апреля — Алексей Ковалёв (ум. 2002) — советский и российский дирижёр
- 25 апреля — Остап Дарчук (ум. 1999) — советский и украинский певец и музыкальный педагог

### Май
- 1 мая — Ральф Басс (ум. 1997) — американский музыкальный продюсер
- 8 мая — Роберт Джонсон (ум. 1938) — американский блюзовый гитарист, певец и автор песен
- 13 мая — Максин Салливан[англ.] (ум. 1987) — американская джазовая певица
- 18 мая — Биг Джо Тёрнер (ум. 1985) — американский блюзовый певец
- 20 мая
  - Вет Босвелл (ум. 1988) — американская певица и музыкант
  - Милт Гейблер (ум. 2001) — американский музыкальный продюсер
- 23 мая — Дороти Ли (ум. 1999) — американская актриса и певица

### Июнь
- 2 июня — Гюнтер Вайсенборн (ум. 2001) — немецкий пианист и дирижёр
- 9 июня — Фредерик Мэй[англ.] (ум. 1985) — ирландский композитор и аранжировщик
- 24 июня — Порция Уайт (ум. 1968) — канадская оперная певица (контральто)
- 29 июня — Бернард Херрман (ум. 1975) — американский кинокомпозитор

### Июль
- 4 июля — Митч Миллер (ум. 2010) — американский гобоист, дирижёр, музыкальный продюсер и аранжировщик
- 7 июля — Джанкарло Менотти (ум. 2007) — американский композитор, либреттист и педагог итальянского происхождения
- 16 июля — Джинджер Роджерс (ум. 1995) — американская актриса, певица и танцовщица
- 29 июля — Ян Циккер (ум. 1989) — словацкий композитор и педагог
- 30 июля — Клавдия Морейнис (ум. 2001) — советская и российская тромбонистка
- 31 июля — Джордж Либерэйс[англ.] (ум. 1983) — американский скрипач

### Август
- 5 августа — Рожер Рожер[фр.] (ум. 1995) — французский композитор, дирижёр и руководитель оркестра
- 6 августа — Люсиль Болл (ум. 1989) — американская комедийная актриса, певица, модель, исполнительный продюсер и руководитель студии
- 27 августа — Кэй Уолш (ум. 2005) — британская актриса и танцовщица

### Сентябрь
- 2 сентября — Флойд Каунсил (ум. 1976) — американский блюзовый гитарист и певец
- 11 сентября — Бола де Ниеве[исп.] (ум. 1971) — кубинский певец, пианист и автор песен
- 13 сентября — Билл Монро (ум. 1996) — американский певец, мандолинист, гитарист и автор песен
- 17 сентября — Роберт Рифлинг (ум. 1988) — норвежский пианист и педагог
- 19 сентября — Аллан Петтерссон (ум. 1980) — шведский композитор
- 24 сентября — Мария Края (ум. 1999) — албанская оперная певица (сопрано)

### Октябрь
- 7 октября — Вон Монро (ум. 1973) — американский певец, трубач и бэндлидер
- 24 октября — Сонни Терри (ум. 1986) — американский блюзовый певец и харпер
- 25 октября — Яша Зайде (ум. 1999) — американский пианист и дирижёр русско-еврейского происхождения
- 26 октября — Махалия Джексон (ум. 1972) — американская певица

### Ноябрь
- 5 ноября — Рой Роджерс (ум. 1998) — американский певец, гитарист и актёр
- 16 ноября — Мария фон Ташнади (ум. 2001) — венгерская певица и актриса

### Декабрь
- 3 декабря — Нино Рота (ум. 1979) — итальянский композитор
- 5 декабря — Владислав Шпильман (ум. 2000) — польский пианист и композитор
- 6 декабря — Вера Герчик (ум. 1999) — советский и российский композитор, музыкальный педагог и хормейстер
- 14 декабря — Спайк Джонс (ум. 1965) — американский музыкант и бэнд-лидер
- 15 декабря
  - Стэн Кентон (ум. 1979) — американский джазовый пианист, композитор, дирижёр и бэнд-лидер
  - Грегор Шелкан (ум. 1999) — латвийский и американский певец и хаззан
- 25 декабря — Эрик Гилдер[англ.] (ум. 2000) — британский музыковед, педагог, дирижёр, композитор и пианист
- 27 декабря — Анна Расселл[англ.] (ум. 2006) — британская и канадская певица и комедиантка

## Скончались
- 7 января — Рудольф Буллериан (54) — немецкий дирижёр
- 8 января — Пьетро Гори[итал.] (45) — итальянский анархист, журналист, юрист, поэт, писатель и композитор
- 9 января — Эдвин Артур Джонс[англ.] (57) — американский композитор
- 16 января — Вильгельм Бергер[нем.] (49) — немецкий пианист, дирижёр и композитор
- 1 февраля — Анхель Мислан[англ.] (48) — пуэрто-риканский композитор
- 20 февраля — Александр Копылов (56) — русский скрипач и композитор
- 25 февраля — Жюль Буваль (43) — французский органист и композитор
- 22 марта — Шарлотта Бурнонвиль (78) — датская оперная певица (меццо-сопрано) и актриса
- 29 марта — Александр Гильман (74) — французский органист, композитор и музыкальный педагог
- 10 апреля — Микалоюс Чюрлёнис (35) — литовский художник и композитор
- 11 апреля — Астри Андерсен (35) — шведская пианистка
- 5 мая — Джеймс Блэнд[англ.] (56) — американский музыкант и автор песен
- 18 мая — Густав Малер (50) — австрийский композитор, оперный и симфонический дирижёр
- 29 мая — Уильям Швенк Гилберт (74) — британский драматург, либреттист, поэт и иллюстратор
- 1 июня — Клаудио Хосе Бриндис де Салас (58) — кубинский скрипач
- 7 июня — Карлос Фернандес Шоу[исп.] (45) — испанский поэт, драматург, либреттист и журналист
- 14 июня — Юхан Северин Свенсен (70) — норвежский дирижёр, композитор и скрипач
- 18 июня — Франьо Кухач (76) — хорватский музыковед, фольклорист, композитор и педагог
- 2 июля — Феликс Мотль (54) — австрийский дирижёр и композитор
- 3 июля — Мэделин Шиллер[англ.] (67) — британская и американская пианистка
- 2 августа
  - Боб Коул[англ.] (43) — американский композитор, актёр, драматург и театральный режиссёр
  - Хосе-Хоакин Пальма (66) — кубинский поэт, журналист и дипломат, автор текста гимна Гватемалы
- 3 октября — Пол Сарбресол[англ.] (36) — американский композитор регтаймов
- 13 октября — Гарри Рикардс[англ.] (67) — британский и австралийский певец и комедиант
- 3 ноября — Сальвадор Хинер Видаль испанский композитор
- 23 ноября — Каталина Берроа (62) — кубинская пианистка, музыкальный педагог, композитор и дирижёр
- 11 декабря — Томас Болл (92) — американский скульптор, художник и музыкант
- без точной даты
  - Алы Гызылвенкли (109/110) — азербайджанский ашуг
  - Базар жырау (68/69) — казахский акын